# Awaria
Awaria (с пол. — «Авария») — бесплатная компьютерная игра в жанре пулевого ада, разработанная и выпущенная польским инди-разработчиком Лукашем Пискожем, известным под псевдонимом vanripper, в 2024 году для Windows, Linux и macOS. До Awaria Лукаш выпустил Helltaker, короткую игру-головоломку, в которой игрок, решая задачи и выбирая правильные ответы в диалогах, собирает гарем из девушек-демонов. Новая же игра повествует о героине, спускающейся в кишащие девушками-призраками туннели для встречи с таковым подруги, попутно героиня пытается поцеловать всех их. Для этого игрок, управляя ей, должен чинить генераторы, уклоняясь от атак противниц. Игра получила положительные оценки от игроков и критиков.

## Сюжет и игровой процесс
Главная героиня игры, Ула Устерка, спускается в технические туннели для встречи со своей умершей подругой. Для продвижения она ремонтирует генераторы, обеспечивающие её энергетическими щитами, защищающими от враждебно настроенных призраков. По ходу игры она предлагает им свои кексы и, пользуясь своей защитой, пытается их поцеловать.

### Игровой процесс

Геймплей Awaria. Главная героиня (фиолетовый персонаж снизу) убегает от призрака. Сверху слева и сверху справа видны сломанные генераторы

Для победы игроку необходимо починить постоянно ломающиеся генераторы определённое количество раз. Для этого он должен собирать необходимые ресурсы и чинить ими возникающие поломки. Запчасти предоставляют устройства, работающие по-разному: некоторые просто производят ресурс через некоторое время после использования, другие требуют другой ресурс для работы. Для того чтобы понять, что необходимо для починки очередного генератора, игроку необходимо подойти к нему и осмотреть его. Время на ремонт каждого генератора ограничено, и, если оно кончится, нужно будет играть уровень сначала. Сами уровни ограничены одним экраном и могут содержать ловушки, способные нанести урон главной героине. Его получение также ведёт к перезапуску уровня.
В починке игроку будут мешать девушки-призраки, каждая из которых атакует его своим уникальным набором атак. В зависимости от того, с кем конкретно идёт сражение, они могут стрелять снарядами, устанавливать ловушки, атаковать электричеством по площади. С продвижением по уровням наборы атак противниц расширяются, на некоторых из них можно встретиться сразу с несколькими девушками. Для того чтобы избежать урон, игрок может уклоняться от вражеских атак. Также в этом помогает дрон, способный принять на себя одно попадание, но это умение требует время на восстановление, зависящее от уровня сложности. В конце игрок встречается с боссом.
В игре представлено 3 уровня сложности: лёгкий, стандартный и тяжёлый. На каждом из них своё время на починку генераторов, а также на последнем нет дрона, принимающего на себя урон. Прохождение игры на нём открывает доступ к рецепту кексов.

## Разработка
Awaria вышла 16 декабря 2024 года на платформе Windows, в тот же день стал доступен для прослушивания её саундтрек, композитором которого, как и для Helltaker, выступил исполнитель Mittsies. Версии игры для Linux и macOS находятся в разработке, но доступны для скачивания через сервис itch.io.

## Восприятие
Максим Иванов из iXBT.games в заключении своей рецензии пишет: «[Awaria] дарит море положительных эмоций, и встречает игрока зубодробительным геймплеем; отличной музыкой; хорошим юмором; красивыми девушками и польской кухней». Джоэл Коутер из Siliconera хвалит игру за милый и запоминающийся визуальный стиль, а также игровой процесс в целом. Тайлер Колп в статье Polygon отмечает, что каждый персонаж изображён таким образом, чтобы хотя бы один из них понравился игроку, хотя, по его мнению, в Helltaker это было более выражено.
Awaria попала в список пяти «Лучших бесплатных новинок» по количеству уникальных игроков сервиса Steam в декабре 2024 года. Они в подавляющем большинстве положительно оценили её, она получила более 95 % положительных оценок.